# Robert Liston
Robert Liston (Sir Robert Liston), född 1742, död 15 juli 1836 var en brittisk diplomat och ambassadör.
Liston föddes i Kirkliston i Skottland och utbildade sig vid University of Edinburgh. Senare var han lärare åt Earl av Mintos söner. Liston gick i diplomatisk tjänst som spände över hela Europa och även USA. År 1796 gifte han sig med Henrietta Marchant från Antigua. Hennes charm och sociala engagemang var en stor tillgång för sin man, hon förde även en intressant dagbok i vilken hon registrerade positiva intryck av George Washington och John Adams. Äktenskapet förblev barnlöst.
Den 26 mars 1812 blev han utnämnd till medlem av kronrådet, och den 21 oktober 1816 tilldelades han Bathorden. Åren 1788 till 1793 var han brittisk ambassadör i Sverige, bosatt i Stockholm. På Södra Djurgården lät han uppföra den efter honom uppkallade villan Listonhill. Arkitekt var Hagaparkens skapare Fredrik Magnus Piper.

## Tjänster (urval)
- Ambassadsekreterare vid ambassaden till kungen av Spanien (1783).
- Ambassadör i Sverige (1788-1793).
- Ambassadör i det Osmanska riket  (1793-1796).
- Utomordentligt sändebud och befullmäktigad minister till USA (1796-1800).
- Utomordentligt sändebud och befullmäktigad minister till Bataviska republiken (1802).
- Ambassadör i det osmanska riket (1812).